# 잉투기
"잉투기"는 2013년에 개봉한 대한민국의 영화이다. 독립영화 같은 느낌, 비주류 영화 같은 느낌이나, 에너지와 개성이 넘치는 매력을 띤 영화이다.
잉투기의 뜻도 잉여들의 격투기.

## 캐스팅
- 엄태구 : 태식 역
- 류혜영 : 영자 역
- 권율 : 희준 역
- 김준배 : 형욱 역
- 길해연 : 태식엄마 역
- 김희상 : 근호 / 마리안느 역
- 박종환 : 진성 /교미킹  역
- 오희준 : 우진 /PK야도란  역
- 정영기 : 독거구검 역
- 차청화 : 순이 역
- 박소담 : 연희 역
- 문현정 : 영자네 담임 역
- 유영선 : 물류창고 관계자 역
- 송지인 : 간석오거리 비명녀 역
- 천창욱 : 잉투기대회 진행자 역
- 김현창 : 잉투기대회 스태프 역
- 이서연 : 리포터 역
- 최지훈 : 앵커 역
- 윤금선아 : 단신학생 역